# Ferdinand Le Drogo
Ferdinand Le Drogo (Pontivy, 10 de octubre de 1903-Vannes, 23 de abril de 1976) fue un ciclista francés, que fue profesional entre 1926 y 1937. Durante su carrera profesional destacan los dos campeonatos nacionales de ciclismo en ruta, una etapa en el Tour de Francia y el segundo puesto en el Campeonato del Mundo de Ciclismo de 1931.

## Palmarés
- 1926

1.º en el Tour de les Cornualles
1.º en la Nantes-Les Sables de Olonne
1.º en el Circuito de los Ases del Oeste
- 1927

 Campeón de Francia en ruta
Vencedor de una etapa en el Tour de Francia
Vencedor en dos etapas de la Volta a Cataluña
- 1928

 Campeón de Francia en ruta
- 1930

1.º en el Gran Premio de Poitiers
1.º en Châtellerault
- 1931

1.º en la Rennes-París-Rennes
1.º en el Circuito de Aulne
1.º en las 24 horas de Beziers con André Leducq
 Medalla de plata en el Campeonato del Mundo
- 1932

1.º en el Circuito de Aulne

### Resultados en el Tour de Francia
- 1927. Abandona (9.º etapa). Vencedor de una etapa. Lleva el maillot amarillo durante 1 etapa
- 1929. Abandona (9.º etapa)